# Bharti Kher
Pour les articles homonymes, voir Kher.
Bharti Kher (née en 1969) est une artiste indienne basée à New Delhi.

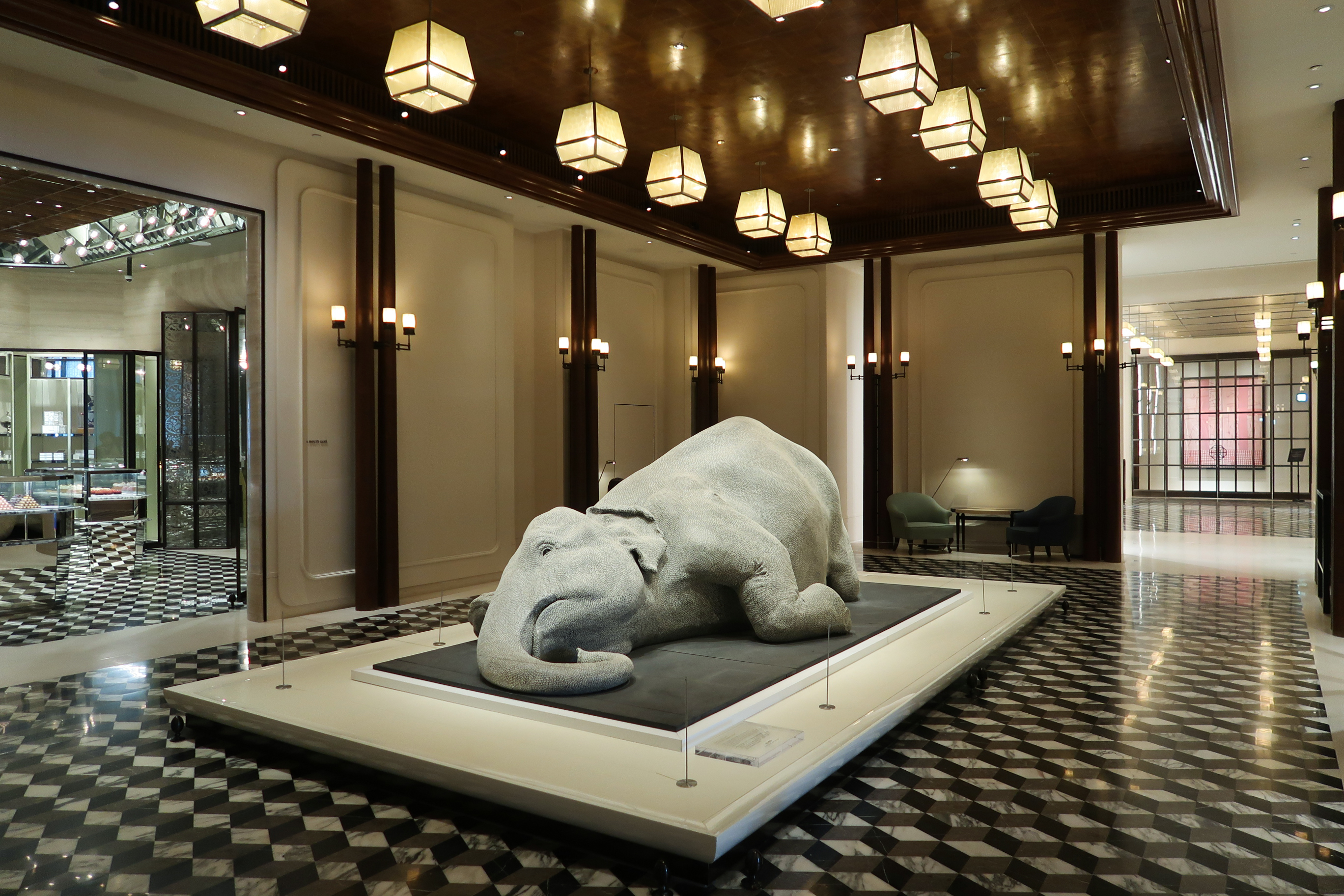
La peau parle une langue qui n'est pas la sienne (2006)

## Biographie
Bharti Kher est née à Londres, elle s'installe à New Delhi en 1993. Son travail fait largement usage de bindis qu'elle utilise pour parer des sculptures monumentales en fibre de verre souvent inspirées du monde animal et créer des compositions picturales sur panneaux.
Son travail est plongé dans les questions d'identité et de culture. 
Elle est mariée à l'artiste indien Subodh Gupta. 

## Expositions sélectives
2008
Sing to them that will listen Galerie Emmanuel Perrotin, Paris
BALTIC Centre for Contemporary Art, Gateshead, UK
2007
An absence of assignable cause, Jack Shainman Gallery, New York, U.S.A.
An Absence of Assignable Cause, Nature Morte Gallery, New Delhi
2006
Do not meddle in the affairs of dragons because you are crunchy and taste good with ketchup, GALLERYSKE and Project 88, Mumbai
2005
Zeitsprunge Raumfolgen, IFA Galerie, Berlin and Stutgard
Mom and Pop, Walsh Gallery, Chicago
Het offer/ an intimate I: droom en werkelijkheid, De Beverd Museum voor Grafische Werkeljkheid, Breda
2004
Contemporary Art From India, Thomas Erben Gallery, New York
Quasi-, mim-, ne-, near-, semi-, -ish, -like, GALLERYSKE, Bangalore
Hungry Dogs Eat Dirty Pudding, Nature Morte, New Delhi 
2002
Under Construction, Tokyo Opera City Art Gallery, Tokyo and Japan Foundation
2001
The Private Softness of Skin, Bose Pacia Modern, New York 
1999
Telling Tails, Galerie F.I.A, Amsterdam
1996
Royal Overseas League Open Exhibition, Overseas House London: Edinburgh College of Art